# PC Angel neo
『PC Angel neo』（ピーシーエンジェル・ネオ）は、1992年10月から2012年3月まで刊行されていた月刊のアダルトゲーム専門誌。発行はGMSパブリッシング、発売はケーズパブリッシング。判型は2009年8月号まではB5判、同年9月号よりA4判。通称「P天」。
1992年10月3日に『PC Angel』（ピーシーエンジェル）の誌名で、オデッセウス出版（2010年3月1日より青空出版と社名変更）より同年11月号として創刊。2007年8月号より、『PC Angel neo』へ誌名を改題した。2009年4月号より発行元がGMSパブリッシングへ移り、青空出版は発売のみを担当していたが、2011年9月号より発売元がケーズパブリッシングへ移行。社内事情により、2012年4月号をもって休刊した。
なお、青空出版は2014年6月9日に事業を停止して自己破産申請の準備に入った。

## 概要
創刊当初は隔月刊だったが、1993年7月号より月刊化。『BugBug』と同様に『テクノポリス』の元スタッフが携わるも、一般向けゲーム誌として創刊された『BugBug』とは異なり、本誌は当初からアダルトゲーム専門誌として創刊された。当時はオデッセウス内に本誌専門の編集部も無く、ごく普通の専門誌の作りだったが、他誌とは対照的に、早い時期からアダルトゲームの攻略記事に力を入れており、当時10誌近くまで増えた競合誌の中でも異色の存在として注目されることになる。また、看板ともいえる表紙原画に堀部秀郎を固定起用したことも本誌の成長を支え、認知度を広める大きな要素となった。2007年8月号より、出版社の変更や編集部の再編をきっかけに『PC Angel neo』へ誌名を変更したが、攻略記事を主力とした方針はその後も変わっておらず、CGやイベントの回収率100%をモットーとしていた。
派生誌として、アダルト系のインディーズ系ゲーム（いわゆるアダルトゲームジャンルの同人ゲーム）や制作しているサークルを特集する『PC Angel neo インディーズ』を発行していた。

## 内容
- カラーページでは主に新作ゲームの紹介と、ライターによる発売済ゲームの攻略記事が掲載されている。また、巻末にはアダルトゲームの他にもアダルトアニメや漫画・小説などの情報に加え、一般のアニメ作品やイベントなどの関連情報も記載されている。
- モノクロページではアダルトゲームや同人関係の情報ページやコラムのほか、読者コーナー「極楽エンジェル」が記載されている。このコーナーでは、投稿記事のコメントや4コマ漫画などにライターや編集者のキャラクターが色濃く影響しており、読者の間では名指しの質問投稿もある。

## 逸話
- 「P天」という通称は、創刊から3号目となる1993年3月号の読者コーナーへの投稿はがきに書かれたことが始まりである。
- 表紙原画は1993年9月号より12年半（1995年4月号から同年12月号までを除く）にわたって堀部秀郎が描いていたが、かねてよりの体調不良に画業引退を考えていた彼は2006年5月号をもって降板し、その2か月後に36歳で急逝した。本誌の編集に協力していたスタッフの1人は、誰を堀部の後任に立てるか議論したが結論は出ず、月ごとに特集作品のキャラクターを表紙にする形式に変更したことや、彼がそれほど他に代えがたい存在感があったことを、ダ・ヴィンチニュースにて明かしている[3]。
- 本誌の攻略記事をベースとした増刊「攻略王」シリーズがある（全37巻）。過去には同人作品を紹介する「同人王」シリーズも増刊号として年2回発刊されていたが、2002年以降は発刊されていない。
- 1998年に読者参加型ゲームの専門誌『The Vot's』を増刊号として創刊するが、わずか2号で休刊した。
- 1993年頃から1996年頃までの間、倉田英之による特集記事が執筆されていた時期があった。しかし、それは倉田の暴走により、しばしばアダルトゲームとはまったく無関係の雑談ネタ（同じスタジオオルフェに所属していた黒田洋介との絡みが主だった）や倉田の日常を綴った日記のような体裁を呈し、読者の間では賛否両論となった。倉田自身も記事内で、「読者の好き嫌いがはっきり分かれており、嫌いな人には本当に嫌われているようだ」と述べている。末期には「倉田の日記」と称する「特集」が組まれ、全編にわたって彼の日記が掲載されるという事態にまで発展したことがある。
  - これ以降も1997年頃には日本酒のコーナーなど、アダルトゲームやアニメなどとはまったく無関係の連載記事があったのも、本誌の特徴の1つである。